# 1987 SC6
1987 SC6 är en asteroid i huvudbältet som upptäcktes den 21 september 1987 av den tjeckiske astronomen Zdeňka Vávrová vid Kleť-observatoriet.
Asteroiden har en diameter på ungefär 9 kilometer och den tillhör asteroidgruppen Themis.